# أحمد كابوريا
أحمد كابوريا هو لاعب كرة قدم مصري في مركزي خط الوسط المحوري والهجومي، انضم في سن الثالثة عشر لناشئي نادي غزل شبين ، ويلعب حاليًا لنادي الاتحاد السكندري.

## مسيرته الكروية

### بداياته
ظهر شغفه منذ الصغر بممارسة كرة القدم في شوارع القرية، ليلتحق في سن الثالثة عشر بنادي غزل شبين ، بعد قضاء فترة اختبارات بناديي السكة الحديد والمقاولون العرب ، لكنه لم يوفق، ليلعب 4 مواسم متواصلة مع غزل شبين.

### غزل شبين
طوال الأربع مواسم التي لعبها مع غزل شبين، ظهرت موهبته وأصبح مطلوبًا بشدة من المقاولون العرب، لكن رفض المسئولون رحيل اللاعب وجعله يبتعد عن الكرة لمدة عام كامل، بعدما شعر بضياع فرصة كبيرة بالتواجد بالدوري الممتاز في سن صغيرة.
وعندما تولى سامي قمصان لاعب الأهلي السابق تدريب الفريق الأول بنادي غزل شبين، ونجح في إقناع اللاعب بالعودة للنادي والمشاركة مع الفريق الأول في مباريات القسم الثالث، وبالفعل ساهم اللاعب بشكل كبير بعد موسمين في التأهل للقسم الثاني ليلعب 4 مواسم مع غزل شبين.
ويعتبر سامي قمصان صاحب دور بارز في تقديم أحمد موسى مع الفريق الأول لغزل شبين طوال فترة قيادته للفريق بدوري القسمين الثالث والثاني، حيث تلقى اللاعب عروضًا كثيرة من أندية المقاولون العرب والنصر والمنصورة والشرقية للدخان ، كما تم ترشيحه على حسام البدري أثناء تدريبه لإنبي ، لكن كانت نصائح سامي قمصان دائمًا له بعدم الاستعجال في اختيار الخطوة القادمة، على الرغم من العروض المالية الرائعة في العروض المقدمة من تلك الأندية، مقارنة بما كان يتقاضاه اللاعب من غزل شبين ؛ حيث كان يحصل شهريًّا على مبلغ 900 جنيه فقط.

### مصر المقاصة
تحقق حلمه بالانتقال إلى الدوري الممتاز عبر بوابة نادي مصر للمقاصة ، بعدما شاهده طارق يحيى المدير الفني للمقاصة في ذلك التوقيت، خلال إحدى المباريات الودية للفريق الفيومي مع غزل شبين، وهو أمر معتاد لسامي قمصان بخوض مباريات ودية بصفة مستمرة مع فرق الدوري الممتاز، وينضم اللاعب للمقاصة رسميًا بموسم 2014–2015 ، لكنه لم يشارك مع إيهاب جلال سوى في 3 مباريات.

### المصري
وفي آخر مباراة لمصر المقاصة بموسم 2014–2015 ، شارك أمام الاتحاد السكندري وهو يعلم أنه راحل عن الفريق الفيومي بشكل رسمي، بسبب قلة المباريات التي شارك فيها، وبعد انتهاء اللقاء تلقى إشادة من العميد حسام حسن الذي طلب منه عدم التوقيع لأي فريق ؛ انتظارًا للتواجد معه في خطوته المقبلة.
وانضم للمصري لمدة موسمين، عقب تولي حسام حسن تدريب الفريق البورسعيدي، وكانت رسالة عميد لاعبي العالم السابق للاعب في أول تدريب لهما ببورسعيد بأنه سيجعله أحسن لاعب في مصر، ولم يكذب خبرًا ؛ حيث صار مراوغًا وممولًا للأهداف لزملائه، ليساهم بشكل قوي في حصول الفريق على المركز الرابع والتأهل لبطولة الكونفيدرالية.

### الزمالك
في 26 يوليو 2017 انضم إلى نادي الزمالك خلال فترة الانتقالات الصيفية مقابل 8 ملايين جنيه منها 4 ملايين جنيه تسدد بشكل فوري ومثلهم بالتقسيط، ولكنه لم يشارك مع الفريق سوى مباراة واحدة كانت أمام فريق الإنتاج الحربي في الأسبوع الأول من الدوري، وتلقى بعض العروض للرحيل عن الفريق منها: من ناديي الرائد والفتح السعوديين، والمقاولون العرب، والمصري.

### الاتحاد السكندري
رغم العديد من العروض المقدمة له انضم في 24 ديسمبر 2017 لنادي الاتحاد السكندري لمدة 6 أشهر لنهاية الموسم.

### مستر أسيست الدوري المصري
اقتنص لقب «مستر أسيست» كأفضل صانعي الأهداف في موسم 2015–2016 بعدد 13 هدفًا في ظهوره بدوري الأضواء والشهرة، حيث ساعدته موهبته ومهارته العالية في لفت أنظار المتابعين والمحللين للدوري المصري، لاسيما وأن المصري في هذا الموسم قدم موسمًا من أروع ما يكون تحت قيادة التوأم حسام وإبراهيم حسن ، في ظل إمكانيات محدودة ومجموعة من اللاعبين المغمورين قدمهم حسام حسن واستطاع أن يصل بهم إلى المركز الرابع والتأهل لبطولة الكونفيدرالية.

## وصلات خارجية
- أحمد كابوريا على موقع قاعدة بيانات كرة القدم.إي يو (الإنجليزية)
- أحمد كابوريا على موقع Soccerway.com (الإنجليزية)
- أحمد كابوريا على موقع عالم كرة القدم.نت (الإنجليزية)
- أحمد موسى[وصلة مكسورة]